# Jorge Pérez Durán
Jorge Antonio Pérez Durán (ur. 17 stycznia 1980 w Orizabie) – meksykański sędzia piłkarski. 
Profesjonalną karierę rozpoczynał już w 2001 roku jako sędzia techniczny, natomiast w roli głównego arbitra zaczął prowadzić mecze niższych lig meksykańskich sześć lat później. W ojczystej Primera División de México zaczął sędziować w wieku 31 lat – zadebiutował w niej 31 lipca 2011 na Estadio Omnilife w konfrontacji Guadalajary i Jaguares, zakończonej zwycięstwem gospodarzy 2:1.